# Ярослав Скобла
Ярослав Скобла (чеськ. Jaroslav Skobla, 16 квітня 1899, Прага — 22 листопада 1959, с. Тепліце-над-Бечвою, Пршеров, Оломоуцький край) — чехословацький важкоатлет, чемпіон і призер Олімпійських ігор, чемпіон світу.
Син — Іржі Скобла, легкоатлет, що спеціалізувався на штовханні ядра, призер Олімпійських ігор 1956.

## Біографічні дані
Ярослав Скобла почав займатися важкою атлетикою з 1921 року і 1922 року вперше взяв участь в змаганнях. Був чемпіоном Чехословаччини з важкої атлетики в 1923—1925, 1927, 1928 роках.
1923 року Ярослав Скобла з загальним результатом важкоатлетичного чотириборства 387,5 кг став чемпіоном світу у напівважкій вазі і на Олімпійських іграх 1924 був фаворитом, але за результатами важкоатлетичного п'ятиборства зайняв лише восьме місце.
Після Олімпіади 1924 Скобла перейшов до важкої вагової категорії.
На Олімпійських іграх 1928 він з загальним результатом важкоатлетичного триборства 357,5 кг став бронзовим призером.
На Олімпійських іграх 1932 Ярослав Скобла з загальним результатом 380 кг став олімпійським чемпіоном.
З 1920-х років працював у чехословацькій поліції, а після Другої світової війни, коли до влади прийшли комуністи, змінив роботу і працював бухгалтером і вибивалою в пабі.